# Amantis vitalisi
Amantis vitalisi är en bönsyrseart som beskrevs av Werner 1927. Amantis vitalisi ingår i släktet Amantis och familjen Mantidae. Inga underarter finns listade i Catalogue of Life.